# Influenza A subtipo H9N2
H9N2 é um subtipo de Influenzavirus A, um género de ortomixovírus, que são os vírus responsáveis pela gripe.
Ao longo dos anos, a cepa de influenza H9N2 causou a doença em várias crianças com idades entre nove meses a 5 anos em Hong Kong com a última ocorrendo em dezembro de 2009.